# Croquignole
Cet article possède un paronyme, voir Croquignol.
La croquignole, anciennement croquecignole,  encore nommée croquesignole en Louisiane et croxignole dans les Îles-de-la-Madeleine, est un dessert qui prend plusieurs aspects différents : petit gâteau croquant à l'extérieur et tendre à l'intérieur puisqu'il est frit. C'est un beignet (beigne en français canadien) qui a une forme différente du beignet rond habituel. Le croquecignole peut avoir plusieurs branches ou être torsadé. Sa forme permet au cuisiner de le saisir facilement avec les doigts avant de le déposer dans le saindoux.

## Étymologie
D'après le Dictionnaire de Jean Tosti, « croque » est une forme correspondant à l'ancien français « crocher » (frapper), et « gnolle » signifie « mou, sans force ». L'association fait penser à un biscuit sec et cassant à l'extérieur et moelleux à l'intérieur.
Le terme croquignoles est proche en sonorité de croque « nieulle », spécialité gourmande de la ville d'Armentières, dont l'appellation viendrait de l'espagnol niola, qui signifie « miettes ». Petit gâteau sec, la nieulle, orthographiée « nieule » au XVe siècle, est une espèce de pain azyme ou de pâtisserie légère, dite aussi oublie.
Les variétés de français d'Amérique du Nord connaissent une variante du mot croquignole pour désigner ce gâteau : croquesignole en français louisianais et en français québécois à côté de croquignole.

## Définitions

### France
François Rabelais est le premier à citer la croquignole, dans son roman Pantagruel, en 1532. La tradition demeure vivante dans certaines régions. La chanson Elle vendait des p'tits gâteaux, de J. Bertet et Vincent Scotto, cite également des croquignoles, mais avec deux L,en précisant qu'il s'agit de gâteaux secs. Elle était interprétée par Mayol, puis par Barbara. Le terme avec un L est aussi repris dans le livre de Georges Bernanos Monsieur Ouine.
C'était une spécialité de la région de Pithiviers jusqu'en 1935, elle fut oubliée jusqu'à aujourd'hui. Plusieurs pâtissiers de Pithiviers la réalisaient, dont la pâtisserie Collas & Cie de Pithiviers, jusqu'au début de la Seconde Guerre mondiale. Sa composition simple, réalisée à partir de produits de la région, en fait une spécialité très ancienne.
Mais on trouve aussi les croquignoles de Navarrenx, les croquignoles d'Uzès et les croquignoles de Reims en France.

### Amérique du Nord
En Amérique du Nord, existent les croquesignoles de Louisiane, les croxignoles des Îles-de-la-Madeleine, et les croquignoles du Québec ainsi que les croquignoles de Saint-Pierre-et-Miquelon. À Saint-Pierre-et-Miquelon, on prépare traditionnellement des croquignoles à l'occasion du carnaval du Mardi gras.

#### Louisiane
En Louisiane, les croquesignoles (appelés French donuts par les anglophones) sont des beignets de forme carrée ou rectangulaire saupoudrés de sucre en poudre, comme au Québec,le plus souvent concoctés en hiver et servant de collation populaire dans les familles.

#### Québec
Au Québec, on appelle croquignole une pâtisserie, sorte de beignet à base d'œufs, de beurre, de sucre, de farine et de lait, cuite à grande friture dans la graisse. Les croquignoles peuvent prendre la forme de rectangles, de languettes, de branches, de torsades, de tresses. Elles sont parfois saupoudrées de sucre en poudre. On les prépare le plus souvent en hiver et elles constituaient autrefois un dessert ou une collation populaire.
Dans l’épopée historique de Sonia Marmen, Cœur de Gaël, une boulangerie vend des croquignoles à Québec à l’époque de la conquête de la Nouvelle-France. Dans le roman épistolaire de Marie Bonenfant Canadiennes d'hier, on prépare des « assiettées de croquignoles » pour le temps des fêtes et, en particulier, pour les visiteurs du jour de l'An.
Autrefois, tout bon livre de recettes québécoises comprenait au moins une recette de croquignoles, par exemple celui de Rose Lacroix. L’édition de 1954 du classique ouvrage des sœurs de la Congrégation de Notre-Dame, La Cuisine raisonnée, donnait cinq variantes de croquignoles, mais l’édition de 1967 n’en donne plus qu’une seule. La croquignole est en effet passablement tombée en désuétude en milieu urbain, où on lui préfère le beigne, rond et troué, bien qu’elle survive encore dans certaines campagnes et dans la mémoire collective sur Internet (voir liens externes, ci-dessous).
En revanche, aux Îles-de-la-Madeleine, dans l’île du Havre aux Maisons, le carnaval d’hiver Croxi-Fête tire son nom des « croxignoles », croquignoles tressées et frites dans l’huile de loup-marin : leur dégustation y donne le ton aux activités festivalières hivernales traditionnelles encore au début du XXIe siècle.